# كارل لودفيج شولميستر
كارل لودفيج شولميستر (1770–1853) (بالإنجليزية:  Karl Ludwig Schulmeister)‏، (المعروف أيضًا باسم كارل شولميستر أو تشارلز لويس شولميستر) كان عميلًا نمساويًا مزدوجًا تابعًا لفرنسا في عهد نابليون الأول.
ولد شولميستر في بادن وترعرع كراعٍ ماشية، وطوال حياته كان لديه قناعة غريبة بأنه ينحدر من النبلاء الهنغاريين على الرغم من أن والده كان كاهنا لوثريًا ريفي فقير. في وقت لاحق من حياته أصبح رجل أعمال وبدأ حياته المهنية كمهرب في «3، شارع des Récollets» في مدينة ستراسبورغ، فرنسا، ثم أصبح يتاجر بالمعلومات التجارية وكذلك البضائع. كان شولميستر جاسوسًا لالإمبراطورية النمساوية والتحالف المقدس، لكن الجنرال دي روفيغو جنده للتجسس لصالح فرنسا، وأدت معلوماته إلى قبض الفرنسيين على لويس أنطوان هنري دي بوربون وساعدتهم المعلومات أيضًا في الانتصار بمعركة أوسترليتز.
عندما اشتبه النمساويين في تجسسه، التقى البارون كارل ماك فون ليبريك، وهو قائد الجيش النمساوي، الذي أُعجب باللاجئ الشاب وحصل على عمولة له، وربطه بطاقمه كرئيس للمخابرات. استغل شولميستر هذا الموقف لتزويد ماك بمعلومات كاذبة ، بما في ذلك الصحف والرسائل الفرنسية المطبوعة بشكل خاص التي أشارت إلى الاضطرابات والمعارضة لـنابليون بونابرت داخل فرنسا. كما قام برشوة ضابطين نمساويين ليقدما معلومات مستقلة مشابهة لمعلوماته لتؤكدها. فأصبح كارل ماك فون ليبريك مقتنعًا بأن القوات الفرنسية كانت تنسحب من الجبهة لقمع التمرد في فرنسا، وخرج للميدان مع جيشه بالكامل في أكتوبر 1805. وسرعان ما أحاطت به القوات الفرنسية المتفوقة وأجبر على الاستسلام في أولم.
عمل شولميستر أيضًا كجنرال في جيش نابليون بونابرت، وقام بمهام تجسس في إنجلترا وأيرلندا، وتم تعيينه مفوضًا للشرطة في فيينا خلال الاحتلال الثاني لنابليون في عام 1809.  وفي ذروة حياته المهنية، كان مديرًا للخدمات السرية الفرنسية، لكنه أنهى حياته كعامل تبغ متواضع في ستراسبورغ بعد أن أنهت المائة يوم حكم نابليون. توفي في 8 مايو 1853، ستراسبورغ، فرنسا.
كُتبت عدة كتب (بالألمانية والفرنسية) عنه منها:
- LF Dieffenbach ،Carl Ludwig Schulmeister ،der Hauptspion ،1897)
- إلمر، Leibspion من نابليون ، (1931)
- Gérald Arboit،Schulmeister، l'espion de Napoléon ،Paris،dilarge، 2011، 76 صفحة
- هابيل دواي، جيرار هيرتولت، شولميستر. Dans les coulisses de la Grande Armée ،Paris،Éditions de la Fondation Napoléon - Nouveau Monde Éditions،série السير الذاتية، 2002، 350 ص.
- ألكسندر إلمر، L'Agent secret de Napoléon ،Charles-Louis Schulmeister ،Paris ،ayot ،1932 [réédité en 2006 chez Lavozelle].
- بول مولر، ميليشيا L'espionnage sous Napoléon Ier الفصل. شولميستر، باريس، برجر ليفرولت، 1896.

## روابط خارجية
- أعظم الجواسيس العسكريين والعملاء السريين في العالم بقلم جورج بارتون في كتب قوقل
- العدو في الداخل: تاريخ من التجسس بقلم تيري كرودي في كتب قوقل